# Премія НАН України імені В. М. Хрущова
Премія імені Василя Михайловича Хрущова — премія, встановлена НАН України за видатні наукові роботи в галузі електроенергетики та електротехніки.
Премію засновано 1997 року постановою Президії НАН України від 20.06.1997 № 228 та названо на честь українського радянського вченого у галузі електротехніки, доктора технічних наук, професора, академіка АН УРСР Василя Михайловича Хрущова.
Починаючи з 2007 року Премію імені В. М. Хрущова присуджує Відділення фізико-технічних проблем матеріалознавства НАН України щотри роки.

## Лауреати премії
| Рік  | Тема | Лауреати                            | Коротко про лауреата |
| ---- | --- | ----------------------------------- | --- |
| 1998 | Цикл робіт «Розвиток теорії електричних кіл з вентилями та створення на її основі нових технічних засобів корекції параметрів електричної енергії» | Липківський Костянтин Олександрович | доктор технічних наук, професор, співробітник Інституту електродинаміки НАН України |
| 1998 | Цикл робіт «Розвиток теорії електричних кіл з вентилями та створення на її основі нових технічних засобів корекції параметрів електричної енергії» | Федій Всеволод Савелійович          | співробітник Інституту електродинаміки НАН України |
| 1998 | Цикл робіт «Розвиток теорії електричних кіл з вентилями та створення на її основі нових технічних засобів корекції параметрів електричної енергії» | Шидловський Анатолій Корнійович     | академік НАН України, віце-президент Національної академії наук України, директор Інституту електродинаміки НАН України |
| 2000 | Цикл робіт «Елементи теорії та методи побудови систем інформаційного забезпечення та управління режимами електричних мереж»                        | Яндульський Олександр Станіславович | доктор технічних наук, завідувач кафедри Національного технічного університету України «Київський політехнічний інститут» |
| 2000 | Цикл робіт «Елементи теорії та методи побудови систем інформаційного забезпечення та управління режимами електричних мереж»                        | Буткевич Олександр Федотович        | кандидат технічних наук, старший науковий співробітник Інституту електродинаміки НАН України |
| 2000 | Цикл робіт «Елементи теорії та методи побудови систем інформаційного забезпечення та управління режимами електричних мереж»                        | Левітський Валентин Георгійович     | кандидат технічних наук, старший науковий співробітник Інституту електродинаміки НАН України |
| 2002 | Цикл робіт «Дослідження та оптимізація напрямів перспективного розвитку електроенергетичної системи України»                                       | Костюковський Борис Анатолійович    | кандидат технічних наук, науковий співробітник відділу прогнозування розвитку атомної та відновлюваної енергетики Інституту загальної енергетики                                                                                 |
| 2002 | Цикл робіт «Дослідження та оптимізація напрямів перспективного розвитку електроенергетичної системи України»                                       | Кулик Михайло Миколайович           | академік НАН України, директор Інституту загальної енергетики НАН України |
| 2004 | Серія праць «Дослідження нелінійних електричних кіл аналітичними методами»                                                                         | Самойленко Валерій Григорович       | доктор фізико-матнматичних наук, професор, завідувач кафедри математичної фізики механіко-математичного факультету Київського національного університету імені Тараса Шевченка                                                   |
| 2004 | Серія праць «Дослідження нелінійних електричних кіл аналітичними методами»                                                                         | Шидловська Наталія Анатоліївна      | член-кореспондент НАН України, головний науковий співробітник відділу теоретичної електротехніки № 12 Інституту електродинаміки НАН України                                                                                      |
| 2006 | Цикл наукових праць «Нові результати теорії електромагнітних віброзбуджувачів і нові ефекти в них»                                                 | Божко Олександр Євгенович           | член-кореспондентНАН України, завідувач відділу Інституту проблем машинобудування НАН України |
| 2009 | Цикл наукових праць «Моделювання та аналіз електромагнітних процесів в енергетичних і технологічних системах»                                      | Щерба Анатолій Андрійович           | член-кореспондент НАН України, завідувач відділу Інституту електродинаміки НАН України |
| 2009 | Цикл наукових праць «Моделювання та аналіз електромагнітних процесів в енергетичних і технологічних системах»                                      | Кондратенко Ігор Петрович           | доктор технічних наук, завідувач відділу Інституту електродинаміки НАН України |
| 2009 | Цикл наукових праць «Моделювання та аналіз електромагнітних процесів в енергетичних і технологічних системах»                                      | Резинкіна Марина Михайлівна         | доктор технічних наук, головний науковий співробітник Науково-технічного центру магнетизму технічних об'єктів НАН України |
| 2012 | Серія праць «Розробка наукових засад створення ефективних магнітоелектричних машин з декількома ступенями свободи обертання ротора»                | Антонов Олександр Євгенович         | доктор технічних наук, старший науковий співробітник, керівник центру колективного користування приладами «Центр метрологічних випробувань засобів автоматизації в енергетиці» НАН України Інституту електродинаміки НАН України |
| 2012 | Серія праць «Розробка наукових засад створення ефективних магнітоелектричних машин з декількома ступенями свободи обертання ротора»                | Кіреєв Володимир Георгійович        | кандидат технічних наук, старший науковий співробітник відділу електромеханічних систем № 6, Інститут електродинаміки НАН України                                                                                                |
| 2012 | Серія праць «Розробка наукових засад створення ефективних магнітоелектричних машин з декількома ступенями свободи обертання ротора»                | Пєтухов Ігор Сергійович             | кандидат технічних наук, старший науковий співробітник відділу електромеханічних систем № 6, Інститут електродинаміки НАН України                                                                                                |
| 2015 | серія праць «Моделювання електротехнічних систем для підвищення їх ефективності та зменшення впливу на довкілля»                                   | Гориславець Юрій Михайлович         | доктор технічних наук, провідний науковий співробітник Інституту електродинаміки НАН України |
| 2015 | серія праць «Моделювання електротехнічних систем для підвищення їх ефективності та зменшення впливу на довкілля»                                   | Кучерява Ірина Миколаївна           | доктор технічних наук, старший науковий співробітник Інституту електродинаміки НАН України |
| 2015 | серія праць «Моделювання електротехнічних систем для підвищення їх ефективності та зменшення впливу на довкілля»                                   | Розов Володимир Юрійович            | член-кореспондент НАН України, завідувач відділу фізики та техніки магнітних явищ (№ 10) Державноъ установи «Інститут технічних проблем магнетизму Національної академії наук України»                                           |
| 2018 | Серія праць «Моделювання мультифізичних процесів в силових трансформаторах та реакторах»                                                           | Подольцев Олександр Дмитрович       | доктор технічних наук, головний науковий співробітник Інституту електродинаміки НАН України |
| 2018 | Серія праць «Моделювання мультифізичних процесів в силових трансформаторах та реакторах»                                                           | Хімюк Іван Васильович               | кандидат технічних наук, старший науковий співробітник Інституту електродинаміки НАН України |
| 2018 | Серія праць «Моделювання мультифізичних процесів в силових трансформаторах та реакторах»                                                           | Іванків Віктор Феодосійович         | кандидат технічних наук, начальнику бюро ПрАТ «Запоріжтрансформатор» |